# پورشه هند
پورشه هند (انگلیسی: Porsche India) شرکت خودروسازی هندی آلمانی است، که در سال ۲۰۰۴ توسط شرکت پورشه تأسیس شد.